# Lengyel Gyula (karikaturista)
Lengyel Gyula (Budapest, 1943. – Budapest, 1990. május 30.) magyar karikaturista, grafikusművész. Szignója: LENGYEL.

## Életpályája
Az alábbiakat nyilatkozta önmagáról:

„Tizenkilenc éves koromban súlyos lábtrombózisom volt. Fekvés, cinkcsizma, két évig tartó mozdulatlanság. Ezt az időt főleg olvasással töltöttem, majd unalmamban rajzolni kezdtem. Valamelyik rajzom Gáspár Imrének, a Pannónia Filmstúdió grafikusának a kezébe került. Tetszett neki, foglalkozni kezdett velem. Az alapokat tőle sajátítottam el, rengeteget köszönhetek neki. Később a Ludas Matyi ismert karikaturistája: Várnai György segített, képzőművészeti körbe is jártam, próbáltam minél többet elsajátítani. Autodidakta vagyok. Ez nem jelenti azt, hogy könnyebb dolgom volt, mint annak, aki évekig ült a főiskolán, ellenkezőleg! Állandóan tanultam és tanulok, kísérletezem, igyekszem fejleszteni a képességeimet. Napi 3—4 órát alszom ... gyötrődöm, dolgozom.”

1969-ig építőipari vállalatnál volt tisztviselő. Nappal dolgozott, éjjel rajzolt, különböző lapoknál kopogtatott. Rajzai megjelentek az Esti Hírlapban, a Lobogóban, a Magyar Ifjúságban, a Fülesben. 1969-ben került Szabó Béla főszerkesztő jóvoltából a Népsporthoz grafikusnak. Készített vicckarikatúrákat, majd egyre inkább a portré karikatúra rajzolás felé fordult. Ez utóbbiról az alábbiakat mesélte:

„Elküldtek Szombathelyre, a súlyemelő-világbajnokságra. A résztvevők száma 130 volt, s nekem mindegyikről portrét kellett készítenem, mert a győztes arcmását közölni akarta a lap. Rohangáltam utánuk s pillanatok alatt, edzés közben, a folyosón, verseny közben skicceltem őket. Pokoli nehéz munka volt, de rutint szereztem vele...A véletlen vitt az ÉS-hez (Élet és Irodalom). Sokat olvasok, szeretem és tisztelem a toll embereit. A magam szórakoztatására kezdtem az írókat rajzolni. Munkáim éppen nálam voltak, amikor az Emke aluljáróban találkoztam az Élet és Irodalom tördelőszerkesztőjével. Ennek köszönhetem, hogy amikor megindult az ÉS paródiapályázata, engem kértek fel az illusztrálására. „Jellemezhetem" őket, „elmondhatom", hogyan látom életművüket, stílusukat. Érdekes, rendhagyó feladat ez, „Így írtok ti" — karikatúrában elbeszélve... ”

 A Ludas Matyi című lapnál főleg kül- és belpolitikai témákat dolgozott fel. 1975-től a Népsport tördelőszerkesztője, majd 1978-ig a Magyar Ifjúság művészeti vezetője volt. Foglalkoztatta még: a Füles, Magyar Ifjúság, Ifjúsági Magazin, Pajtás, Élet és Irodalom. Rajzolt megyei és alkalmi lapoknak is (Foci Press, Plajbász és Paróka, Vicinális Dugóhúzó, Népszabi Szilveszter). 1980-tól tördelőszerkesztője volt a Népszavának. Külsősként magyar és külföldi politikusokról készített portrékarikatúrákat a Népszabadság részére. Politikai karikatúráiról ezt nyilatkozta: 

„Először 1972-ben próbálkoztam... Egy évig minden vasárnap megjelent egy-egy rajzom a Népszabadság heti külpolitikai összefoglalójában. Tudtam, hogy nagy fába vágtam a fejszémet, de izgatott a téma. Mondhatnám úgy is: politikai elhivatottságot éreztem ehhez a feladathoz.”

  Tervezett plakátokat és reklámgrafikái is megjelentek. Rajzolt képeslapokat is. Karikatúráival részt vett külföldi kiállításokon. Magyarországon, többek között az 1985-ben Nyíregyházán rendezett Karikatúra Biennálén láthatták alkotásait.

## Publikációi
- Népsport (1964–76)(1980)
- Ludas Matyi (1964–76)(1979–83)
- Füles (1965–71)
- Vas Népe (1966)
- Kisalföld (1966)
- Ifjúsági Magazin (1966)
- Nyári Kis Ludas (1966)
- Pajtás (1966–76)
- Magyar Ifjúság (1962–73)(1978–89)
- Plajbász és Paróka (1968)
- Labdarúgás (1968)
- Füles Évkönyv (1969)
- Élet és Irodalom (1976–79)
- Foci-Press (Szeged, 1971)
- Vasas Sport (1971)
- Rába Parti Randevú (1971)
- Magyar Rendőr (1971–75)
- Népsport Évkönyv (1971)
- Ex-Press (Miskolc, 1972)
- Képes Nyelvmester (1971–73)
- Vicinális Dugóhúzó (1974)
- Rendkívüli Füles (1974)
- Magyar Hírlap (1976)
- KISZ Aktivisták Köre (1977)
- Pesti Műsor (1977)
- Kincses Kalendárium (1979)
- Éva Évkönyv (1982)
- Népszabi Szilveszter (1983–84)
- Képes Sport (1984–85)

## Csoportos kiállítás
- 2. Országos Karikatúra Kiállítás (Nyíregyháza, 1985)